# 科瓦利夫卡 (白采尔克瓦区)
科瓦利夫卡（烏克蘭語：Ковалівка），或译为科瓦列夫卡，是烏克蘭基辅州白采爾克瓦區科瓦利夫卡市镇内的村庄及该市镇的行政中心，始建於1501年，人口数量约为1,600人。
2019年夏季本地的足球队科洛斯首次进入烏克蘭足球超級聯賽，并在2019-20赛季排名第六，及取得参加欧洲联赛的资格。